# Флегмона спољашњег ува
Флегмона спољашњег ува (лат. рhlegmone auris externae) је заразно гнојно запаљење, изазвано пиогеним бактеријама.

## Етиопатогенеза
За разлику од апсцеса који су запаљењски процеси релативно добро ограничени, пиогеном мембраном (која се састоји од леукоцита, гранулационог ткива и фибробластичних елемената), која спречава да гној „пробије“ у околне међућелијске просторе, флегмонозно запаљење има способност експанзије и продире преко перифокалног едема у околину ширећи се уз помоћ бактеријских фермената, хијалуронидазе и фибринолизира у околне међућелијске просторе.
Како су флегмонозна запаљења процеси дифузне природе која организам није у стању да својим одбрамбеним снагама ограничи као код апсцеса, болест се шири у разне делове тела па и на спољашње уво.
Проузроковачи флегмоне су;
Хемолитичне стрептококе
Међу стрептококама (лат. Streptococcus pyogenes, Streptococcus agalactiae), најзначајнији узрочник флегмоне је β -хемолитички стрептокок групе А, који се карактерише дифузним, убрзаним ширењем инфекције кроз међућелијске просторе уз помоћ бактеријског ензима хијалуронидазе који он производи у организму, и уз чију помоћ „пробија“ ћелијске компоненте, које би иначе задржале и локализовале упалу.
Мање чести узрочници су стрептококе групе Б нпр.(лат. Streptococcus agalactiae) које код старијих пацијената са дијабетесом могу изазвати флегмону.
Стафилококе
Флегмона изазвана стафилококама (лат. Staphylococcus aureus) је углавном локализована на мањим подручјима, и обично се јавља код отворених рана на кожи или у апсцесима. Однедавно, метицилин-резистентни С. ауреус (познатији као МРСА) је постао све чешћи узрочник флегмона код пацијената у болничким условама или старачким домовима. На флегмону узроковану МРСА бактеријом треба увек посумљати; када је флегмона настала у болничким установама, ако се понавља код истог пацијента или ако не реагује на монотерапију антибиотицима.
Грам негативе бактерије
Хемофилус инфлуенце (лат. Haemophilus influenzae) може изазвати флегмону код деце,, а псеудомонас (лат. Pseudomonas aeruginosa) код пацијената са дијабетесом или неутропенијом.
Повреде настале у току потапања тела у воду (нпр за време боравка у бањским лечилиштима) могу имати за последицу појаву флегмоне, коју у свежој води изазва бактерија (лат. Aeromonas hydrophila)  а у топлој сланој води, у умереним климатским условима у највећем делу света (лат. Vibrio vulnificus) у ретким случајевима некротизирајући фасциитис.
Анаеробне бактерије
Пастурела лат. Pasteurella multocida из пљувачке мачке, и лат. Capnocytophaga sp из пљувачке пса, након уједа човека за уво могу да доведу до настанка флегмоне. 
У основи поремећаја и код апсцеса и код флегмоне узрочници болести су исти. Само што на настајање флегмоне знатан утицај имају фактори ризика као што су; имунодефицијенција или смањење одбрамбених снага организма, и општа обољења као што су; дијабетес, хронична обољења бубрега, цироза јетре, тумори, болести крви, хипопротеинемија, тешка траума...
Сигурно је да на настанак и ток флегмоне утичу бројни фактори; улазно место, извор заразе, начин инфекције (пут преношења), број врста и вируленција проузроковача (патогена), предиспозиција (тренутно стање организма и хроничне болести) итд.
У факторе ризика за појаву флегмоне, спадају и; оштећења коже (нпр. повреде (ране), улцерације (чиреви), гљивичне инфекције и друге кожне болести које нарушавају заштитну улогу коже), која су уобичајена код болесника са хроничном венском инсуфицијенцијом или лимфедемом. Ожиљци који настају на венама у току пласмана венских катетера, или након других интервенција на крвним судовима у васкуларно хирургији погодне су локације за појаву рекурентне флегмоне, посебно ако присутна инфекција коже.
У ткиву које је захваћено флегмонозним запаљењем, поред хиперемије и леукоцитарне инфилтрације, долази до стварања многобројних тромбоза ситних крвних судова и образовања многобројних микро апсцеса, што све доводи до даље некрозе ткива и развоја гангрене. Уколико је дошло до гангрене ткива, захваћени део је црне боје и може се лако одстранити хируршким инструментима.